# 法伊比约
法伊比约（法語：Fayl-Billot，法語發音：[faj bijo]或 [fɛj bijo]），法国东北部市镇，位于大东部大区上马恩省，隶属于朗格勒区，其市镇面积为42.9平方公里，2022年1月1日时人口数量为1,290人，在法国城市中排名第8,041位。
法伊比约位于上马恩省东南部，其东侧与上索恩省接壤，是一个区域性的中心城市，近代因手工编织业而兴盛。

## 地名来源
根据当地官方网站的论述，“Fayl”一名转写自拉丁语单词“Fagus”，意为“山毛榉”；“Billot”一名的来源及含义则尚有待考证。
1948年以前，当地的官方名称拼写为“Fay-Billot”；1972至1999年间，该地曾更名为“Fayl-la-Forêt”，这一名称在部分汉语文献中被译为费尔拉福雷。

## 历史

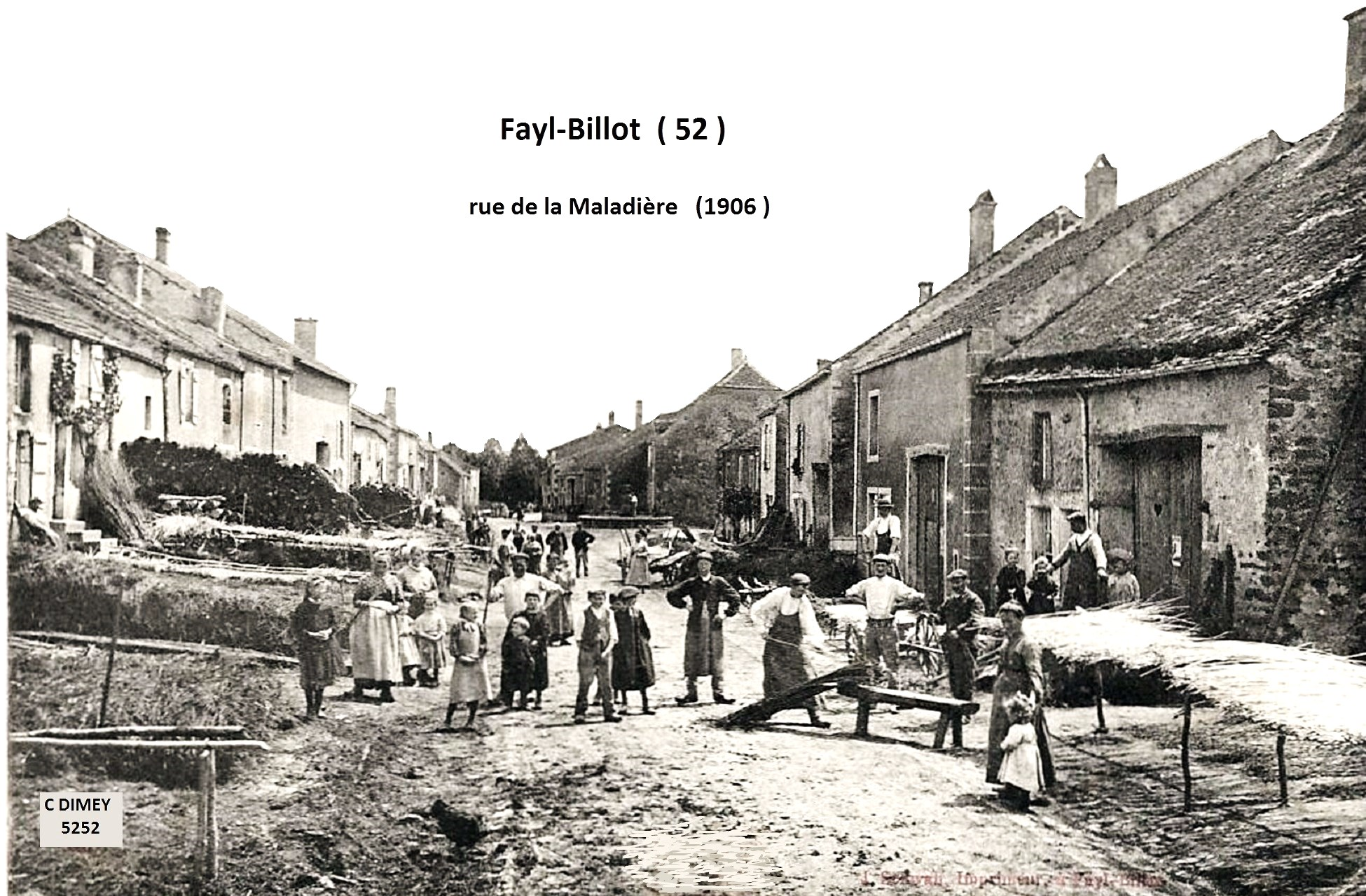
1906年的法伊比约

法伊比约的早期历史尚不清楚。根据当地官方网站的论述，法伊比约最初于公元450年左右形成聚落，彼时该地为勃艮第公国的一部分。公元900年左右，法伊比约境内建成了修道院及教堂。12世纪时，法伊比约曾建成一处城塞。15至17世纪初，法伊比约的居民数量曾大幅增加。三十年战争期间，法伊比约曾遭到严重破坏，马蒂亚斯·加拉斯曾两次放火烧毁了法伊比约。18世纪时，法伊比约的社会经济得到恢复，该地出现了手工编织业并逐渐成为当地的重要经济活动，被称为“法国编织业之都”（capitale de la vannerie française）。法国大革命后，法伊比约成为上马恩省的一个市镇。自19世纪中后期以来，法伊比约的人口数量逐年下降。1972年，布龙库尔和沙尔穆瓦两个市镇整体并入法伊比约。
在行政区划方面，法伊比约在1793至2014年间为同名县的县治。

## 地理

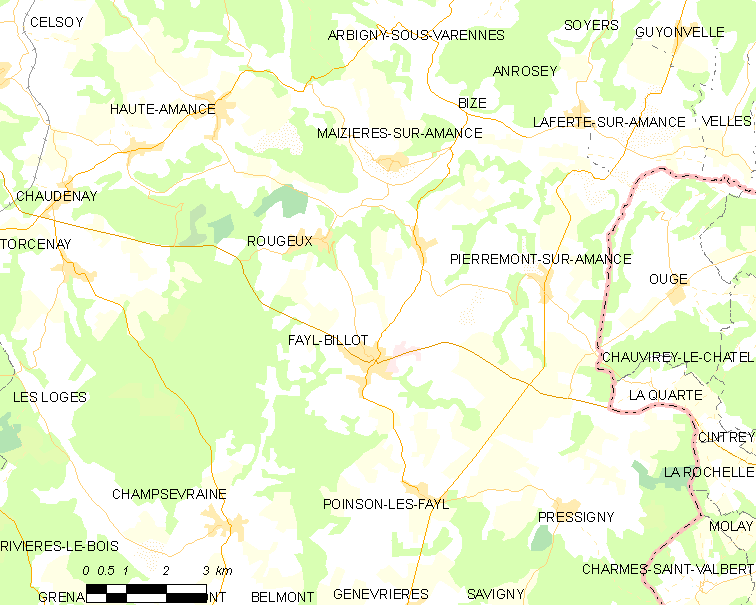
法伊比约市镇范围地图

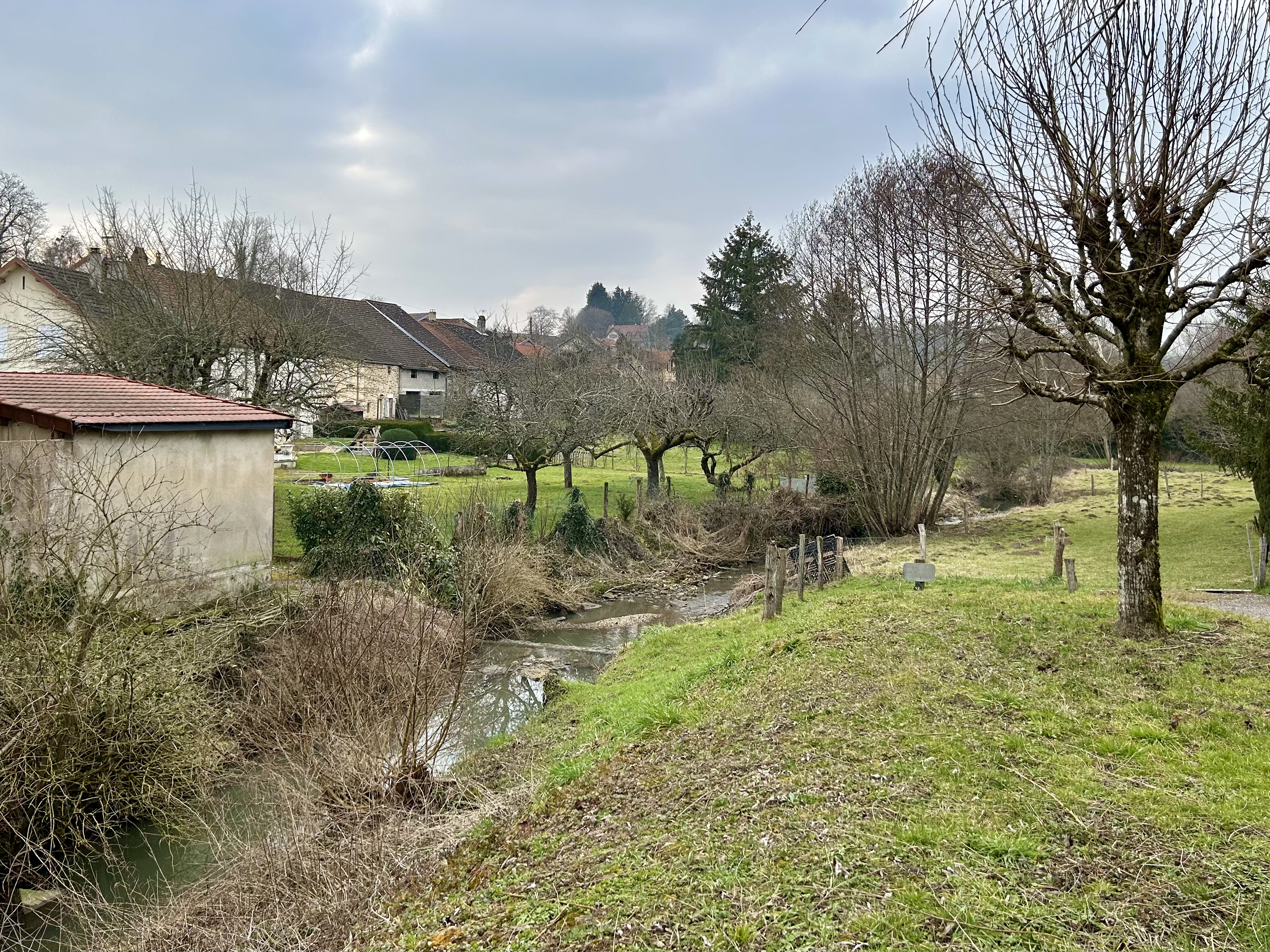
法伊溪

法伊比约位于法国东北部，大东部大区南部和上马恩省东南部，距离省会肖蒙大约60公里。与法伊比约接壤的市镇包括：昂罗塞、尚瑟夫赖讷、阿芒斯河畔迈济耶尔、阿芒斯河畔皮埃尔蒙、普安松莱费、普雷西尼、乌日、拉卡尔特和鲁热。

### 地形
法伊比约位于朗格勒高原东部，阿庞斯-阿芒斯地区腹地，市镇中心位于一处河谷外缘，市镇北侧为阿芒斯河谷，除河谷以外的区域则整体地势较为平坦，全境海拔在234到387米之间。

### 水文
法伊比约全域位于罗讷河流域范围内，法伊溪（ruisseau de Fayl）发源于市镇范围东部并自东向西流经镇中心南侧，此外还有阿芒斯河自西向东流经市镇北界。

### 植被
法伊比约属于温带阔叶混交林区，林地多分布于河流附近及坡地地带，其中法伊溪谷沿岸就有圣安德烈树林（Bois Saint-André）、巴纳勒树林（Bois Banal）、普里约尔树林（Bois Prieur）等多处林地分布。
在鲜花城市的评比中，法伊比约被评为1星级鲜花城市。

### 气候
法伊比约在柯本气候分类法中属于带有一定大陆性气候特征的温带海洋性气候（Cfb）。
法伊比约境内设有气象站，以下为该气象站的数据（其中日照数据取自朗格勒气象站）：
| 法伊比约 1981年－2019年 | 法伊比约 1981年－2019年 | 法伊比约 1981年－2019年 | 法伊比约 1981年－2019年 | 法伊比约 1981年－2019年 | 法伊比约 1981年－2019年 | 法伊比约 1981年－2019年 | 法伊比约 1981年－2019年 | 法伊比约 1981年－2019年 | 法伊比约 1981年－2019年 | 法伊比约 1981年－2019年 | 法伊比约 1981年－2019年 | 法伊比约 1981年－2019年 | 法伊比约 1981年－2019年 |
| 月份                    | 1月                     | 2月                     | 3月                     | 4月                     | 5月                     | 6月                     | 7月                     | 8月                     | 9月                     | 10月                    | 11月                    | 12月                    | 全年                    |
| ----------------------- | ----------------------- | ----------------------- | ----------------------- | ----------------------- | ----------------------- | ----------------------- | ----------------------- | ----------------------- | ----------------------- | ----------------------- | ----------------------- | ----------------------- | ----------------------- |
| 历史最高温 °C（°F）     | 13.7 (56.7)             | 16.4 (61.5)             | 22.3 (72.1)             | 27.1 (80.8)             | 31.1 (88.0)             | 34.5 (94.1)             | 36.4 (97.5)             | 37.8 (100.0)            | 30.6 (87.1)             | 25.7 (78.3)             | 21.9 (71.4)             | 15.4 (59.7)             | 37.8 (100.0)            |
| 平均高温 °C（°F）       | 4.2 (39.6)              | 6.4 (43.5)              | 10.8 (51.4)             | 14.9 (58.8)             | 19.3 (66.7)             | 22.8 (73.0)             | 24.8 (76.6)             | 24.4 (75.9)             | 19.6 (67.3)             | 14.6 (58.3)             | 8.3 (46.9)              | 4.4 (39.9)              | 14.5 (58.1)             |
| 日均气温 °C（°F）       | 1.5 (34.7)              | 3.1 (37.6)              | 6.4 (43.5)              | 9.7 (49.5)              | 14.1 (57.4)             | 17.3 (63.1)             | 19.2 (66.6)             | 18.8 (65.8)             | 14.6 (58.3)             | 10.6 (51.1)             | 5.4 (41.7)              | 2.1 (35.8)              | 10.2 (50.4)             |
| 平均低温 °C（°F）       | −1.1 (30.0)             | −0.3 (31.5)             | 1.9 (35.4)              | 4.5 (40.1)              | 8.8 (47.8)              | 11.7 (53.1)             | 13.5 (56.3)             | 13.2 (55.8)             | 9.6 (49.3)              | 6.6 (43.9)              | 2.5 (36.5)              | −0.3 (31.5)             | 5.9 (42.6)              |
| 历史最低温 °C（°F）     | −16 (3)                 | −15.1 (4.8)             | −14.5 (5.9)             | −5.4 (22.3)             | −1.3 (29.7)             | 2.6 (36.7)              | 6.6 (43.9)              | 3.9 (39.0)              | −1.1 (30.0)             | −5.2 (22.6)             | −11.3 (11.7)            | −16.1 (3.0)             | −16.1 (3.0)             |
| 平均降水量 mm（）       | 85.5 (3.37)             | 75.4 (2.97)             | 75.1 (2.96)             | 67.5 (2.66)             | 90.5 (3.56)             | 71.3 (2.81)             | 87.7 (3.45)             | 86.1 (3.39)             | 79.5 (3.13)             | 96.1 (3.78)             | 102.2 (4.02)            | 99 (3.9)                | 1,015.9 (40.00)         |
| 月均日照時數            | 61.7                    | 86.3                    | 139.1                   | 171.9                   | 194                     | 213.9                   | 225.8                   | 219.6                   | 169.6                   | 111.9                   | 60.7                    | 48.4                    | 1,702.9                 |
| 来源：infoclimat.fr     |                         |                         |                         |                         |                         |                         |                         |                         |                         |                         |                         |                         |                         |

## 行政区划
法伊比约的市镇编号为52197，邮政编号为52500。
在行政管理方面，法伊比约隶属于法国大东部大区上马恩省朗格勒区；在地方选举方面，法伊比约隶属于沙兰德雷县，其市镇范围全境被划入上马恩省第一选区；在社会管理方面，法伊比约是萨瓦尔费尔市镇公共社区的办公驻地。
截至2024年10月，法伊比约市镇范围内暂无任何城市敏感街区及城市政策优先街区。
法国国家统计与经济研究所（简称“INSEE”）在进行数据统计时，未将法伊比约划入任何城市核心区（Unité urbaine）、城市区（Aire urbaine）及城市辐射区（Aire d'attraction）内。此外，INSEE还将法伊比约市镇整体看作一个“块区”（IRIS），以便于统计人口分布情况。

## 交通

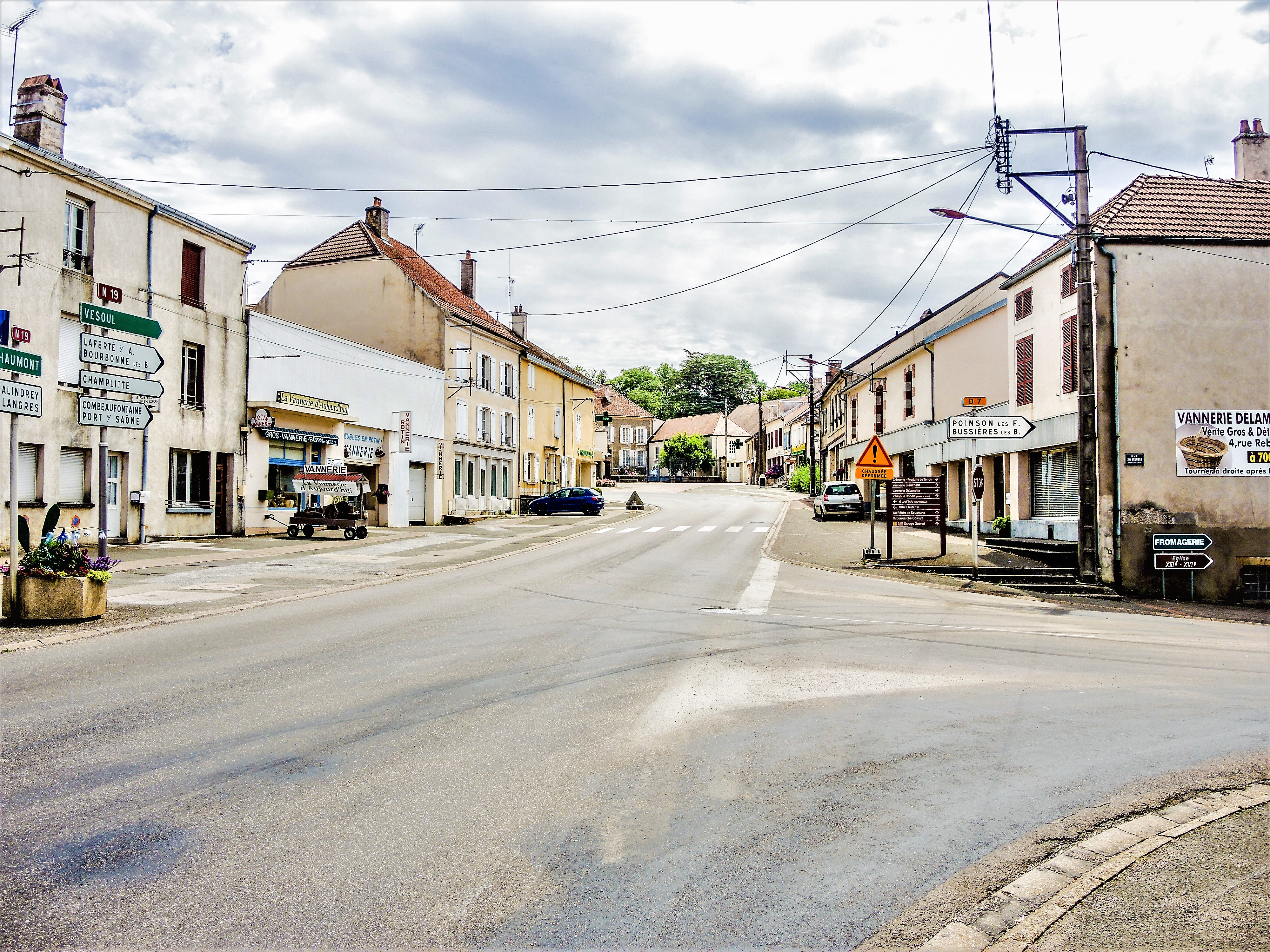
横穿法伊比约镇中心的国道N19线

### 公路
法国国道N19线横穿法伊比约镇中心，此外还有上马恩省省道D7线、D7a线、D14线、D125线、D138线、D313线和D740线在法伊比约境内交汇。大东部大区公共交通（商业名称为“Fluo”）下属的部分校车线路经停法伊比约，可通往周边部分市镇。
| 7 | 35 |

| 肖蒙 | 60 |

| 朗格勒 | 26 |

| 索恩港 | 37 |

2021年，67.0%的法伊比约家庭拥有至少一辆私人汽车。2022年，法伊比约境内共发生各类交通事故3起，造成3人受伤，其中1人重伤。

### 铁路
巴黎—米卢斯铁路经过法伊比约市镇范围最北端，该铁路原有的沙尔穆瓦-法伊比约火车站（Gare Charmoy—Fayl-Billot）已废弃。
距离法伊比约最近的运营中的客运铁路车站为14公里外的屈尔蒙-沙兰德雷站，该站停靠巴黎—米卢斯和南锡—第戎两条线路的区域列车，部分班次可直通兰斯及维泰勒。

### 航空
法伊比约距离多勒机场的公路里程大约96公里。

### 城市公共交通
截至2024年10月，法伊比约暂无城市公共交通系统。

## 政治

### 市政内阁

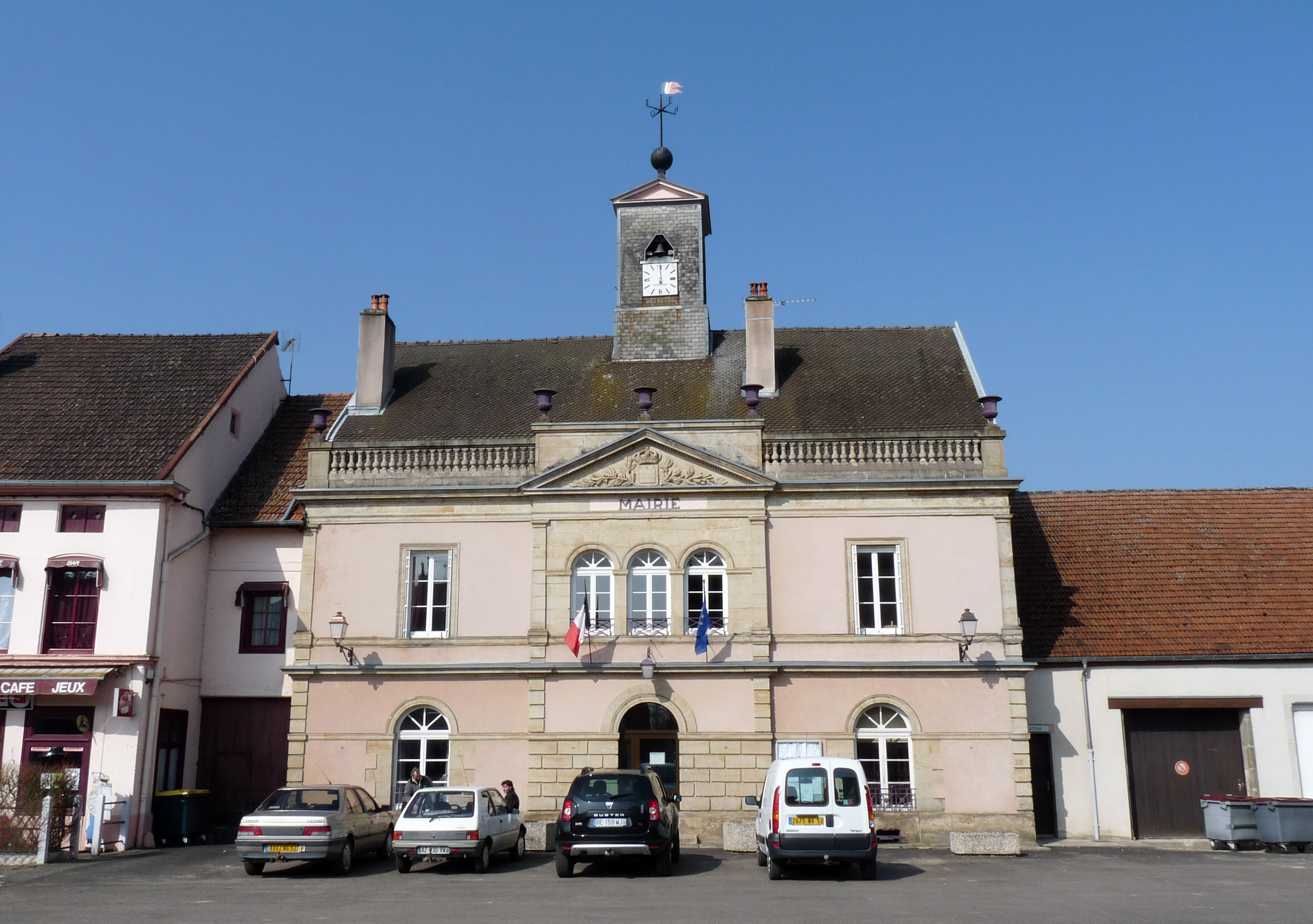
法伊比约市政厅

法伊比约的现任市长为帕特里克·多梅克先生（Patrick DOMEC），他是一名无党派人士，在2020年的市政选举中获得了100.00%的支持率（无其他候选人）。
| 法伊比约历届市长       | 法伊比约历届市长                        | 法伊比约历届市长  |
| 任期                   | 市长                                    | 党派              |
| ---------------------- | --------------------------------------- | ----------------- |
| （1969年以前资料暂缺） |                                         |                   |
| 1969年－2001年         | Gilbert THOMAS 吉尔贝·托马              | 不详              |
| 2001年－2008年         | Jean-Claude POSPIECH 让-克洛德·波斯皮希 | 不详              |
| 2008年－2020年         | Sylvain PETIT 西尔万·珀蒂               | DVD右翼无党派人士 |
| 2020年－               | Patrick DOMEC 帕特里克·多梅克           | 無黨籍            |

### 各级选举
| 法伊比约历届投票选举结果 | 法伊比约历届投票选举结果 | 法伊比约历届投票选举结果 | 法伊比约历届投票选举结果 | 法伊比约历届投票选举结果      | 法伊比约历届投票选举结果 | 法伊比约历届投票选举结果 | 法伊比约历届投票选举结果      | 法伊比约历届投票选举结果 | 法伊比约历届投票选举结果 |
| 选举项目                 | 选举范围                 | 选区单位                 | 选区单位内的选举结果     | 选区单位内的选举结果          | 选区单位内的选举结果     | 选区单位内的选举结果     | 选区单位内的选举结果          | 选区单位内的选举结果     | 参考资料                 |
| 选举项目                 | 选举范围                 | 选区单位                 | 第一轮胜出者             | 第一轮胜出者                  | 支持率                   | 第二轮胜出者             | 第二轮胜出者                  | 支持率                   | 参考资料                 |
| ------------------------ | ------------------------ | ------------------------ | ------------------------ | ----------------------------- | ------------------------ | ------------------------ | ----------------------------- | ------------------------ | ------------------------ |
| 2017年法國總統選舉       | 法國                     | 市镇                     |                          | 玛丽娜·勒庞                   | 33.38%                   |                          | 埃马纽埃尔·马克龙             | 52.22%                   | [ 29 ]                   |
| 2017年法国立法选举       | 上马恩省第一选区         | 市镇                     |                          | 贝朗热尔·阿巴                 | 28.17%                   |                          | 阿德里安·格内                 | 56.31%                   | [ 29 ]                   |
| 2019年欧洲议会选举       | 法國                     | 市镇                     |                          | 若尔丹·巴尔代拉               | 32.16%                   | （不适用）               | （不适用）                    | （不适用）               | [ 31 ]                   |
| 2021年法国省级选举       | 上马恩省                 | 县                       |                          | 贝尔纳·让德罗 韦罗妮克·米歇尔 | 38.89%                   |                          | 贝尔纳·让德罗 韦罗妮克·米歇尔 | 61.97%                   | [ 32 ] [ 33 ]            |
| 2021年法国省级选举       | 上马恩省                 | 市镇                     |                          | 贝尔纳·让德罗 韦罗妮克·米歇尔 | 55.65%                   |                          | 贝尔纳·让德罗 韦罗妮克·米歇尔 | 78.13%                   | [ 32 ] [ 33 ]            |
| 2021年法国大区选举       | 大東部大區               | 市镇                     |                          | 让·罗特纳                     | 41.95%                   |                          | 让·罗特纳                     | 56.62%                   | [ 34 ]                   |
| 2022年法国总统选举       | 法國                     | 市镇                     |                          | 玛丽娜·勒庞                   | 38.46%                   |                          | 玛丽娜·勒庞                   | 59.28%                   | [ 29 ]                   |
| 2022年法国立法选举       | 上马恩省第一选区         | 市镇                     |                          | 克里斯托夫·本茨               | 30.43%                   |                          | 克里斯托夫·本茨               | 55.34%                   | [ 29 ]                   |
| 2024年欧洲议会选举       | 法國                     | 市镇                     |                          | 若尔丹·巴尔代拉               | 48.89%                   | （不适用）               | （不适用）                    | （不适用）               | [ 29 ]                   |
| 2024年法国立法选举       | 上马恩省第一选区         | 市镇                     |                          | 克里斯托夫·本茨               | 54.82%                   |                          | 克里斯托夫·本茨               | 58.89%                   | [ 29 ]                   |

## 人口
2021年，法伊比约市镇人口数量为1,284，在法国排名第8,041位。其中男性614人，女性670人，75岁及以上人口占14.8%，外籍人口数量为31人，人口密度为30人/平方公里，当地居民被称为（男性）或（女性）。2022年，法伊比约境内出生11人，死亡人口32人。
| 法伊比约1901年－2021年人口变化情况 |
|                                    |
| 数据来源：Cassini、INSEE           |

## 经济

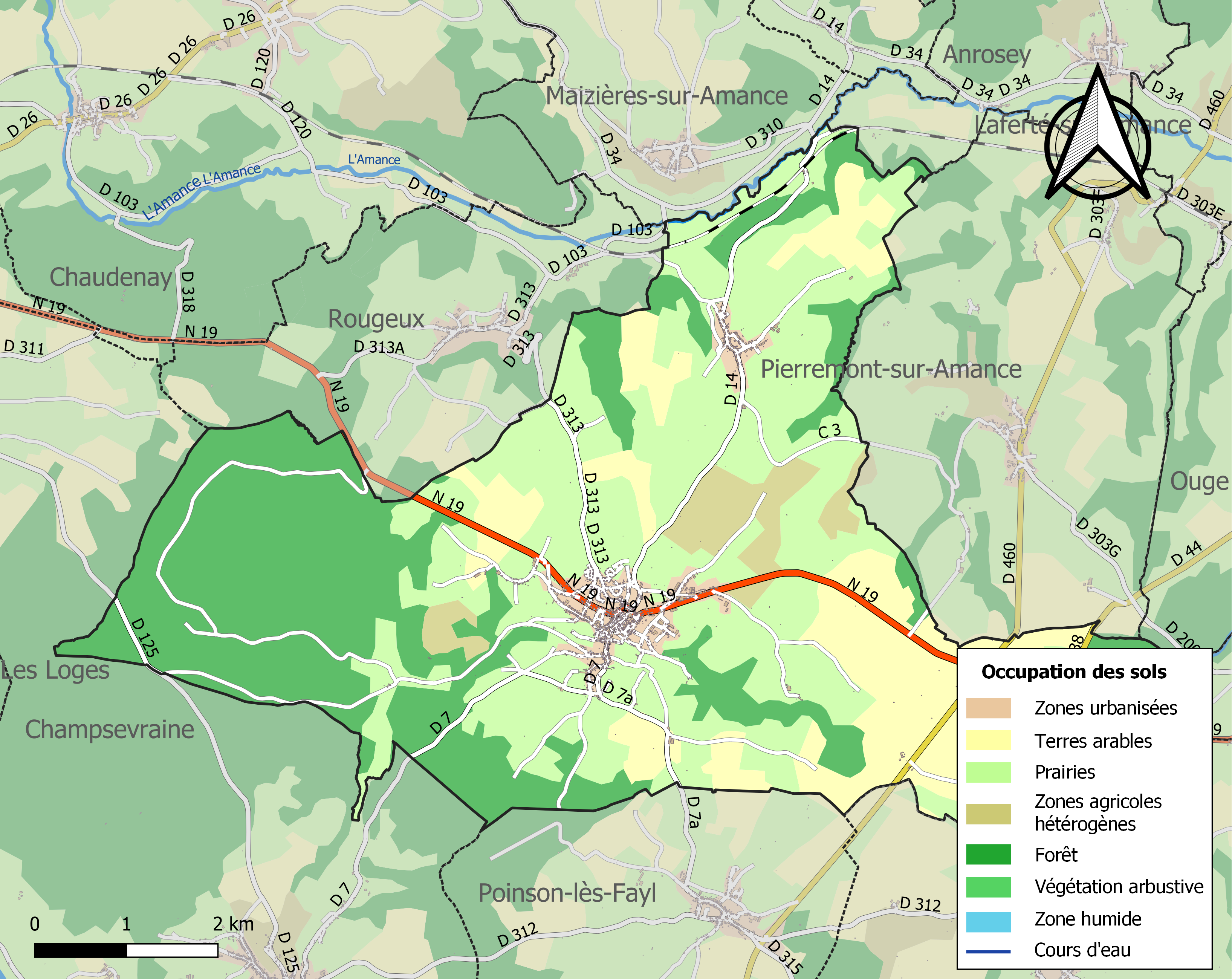
法伊比约土地利用情况地图

法伊比约是一个区域性的中心城市。截至2024年10月，法伊比约市镇范围内共有各类用人单位（包含自雇）234家，平均历史为23年，均为中小型企业（PME），2024年8月至10月间，当地的经济活力指数为0。（五金销售）、（特种药品销售）及（风景园林设计）是当地2022年已公布营业额最高的三个企业，分别为3,355,631欧元、1,113,183欧元和382,493欧元。

## 财政与居民收入
2022年，法伊比约的财政收入总额为1,254,750欧元，财政支出总额为819,460欧元，当年的债务总额为294,270欧元。2022年，法伊比约市镇通过增值税获得60,230欧元的收入，此外当地还共获得了111,140欧元的国家直接财政补助。
| 法伊比约居民收入情况                             | 法伊比约居民收入情况 | 法伊比约居民收入情况  | 法伊比约居民收入情况 |
| 内容                                             | 法伊比约             | 法国                  | 统计年份             |
| ------------------------------------------------ | -------------------- | --------------------- | -------------------- |
| 征税家庭总数                                     | 562                  | 1,081（法国市镇平均） | 2022年               |
| 居民平均月收入                                   | 2,024欧元            | 2,435欧元             | 2022年               |
| 高级职员人均月收入                               | 不详                 | 4,331欧元             | 2021年               |
| 中级职员人均月收入                               | 不详                 | 2,470欧元             | 2021年               |
| 普通职员人均月收入                               | 不详                 | 1,801欧元             | 2021年               |
| 贫困率                                           | 不详                 | 14.5%                 | 2020年               |
| 青壮年（15至64岁）失业率                         | 12.2%                | 7.4%                  | 2020年               |
| 征税家庭数量占比                                 | 35.9%                | 45.5%                 | 2020年               |
| 家庭年均纳税                                     | 2,800欧元            | 4,393欧元             | 2022年               |
| 资料来源：INSEE、L'Internaute、Le Journal du Net |                      |                       |                      |

## 社会事务

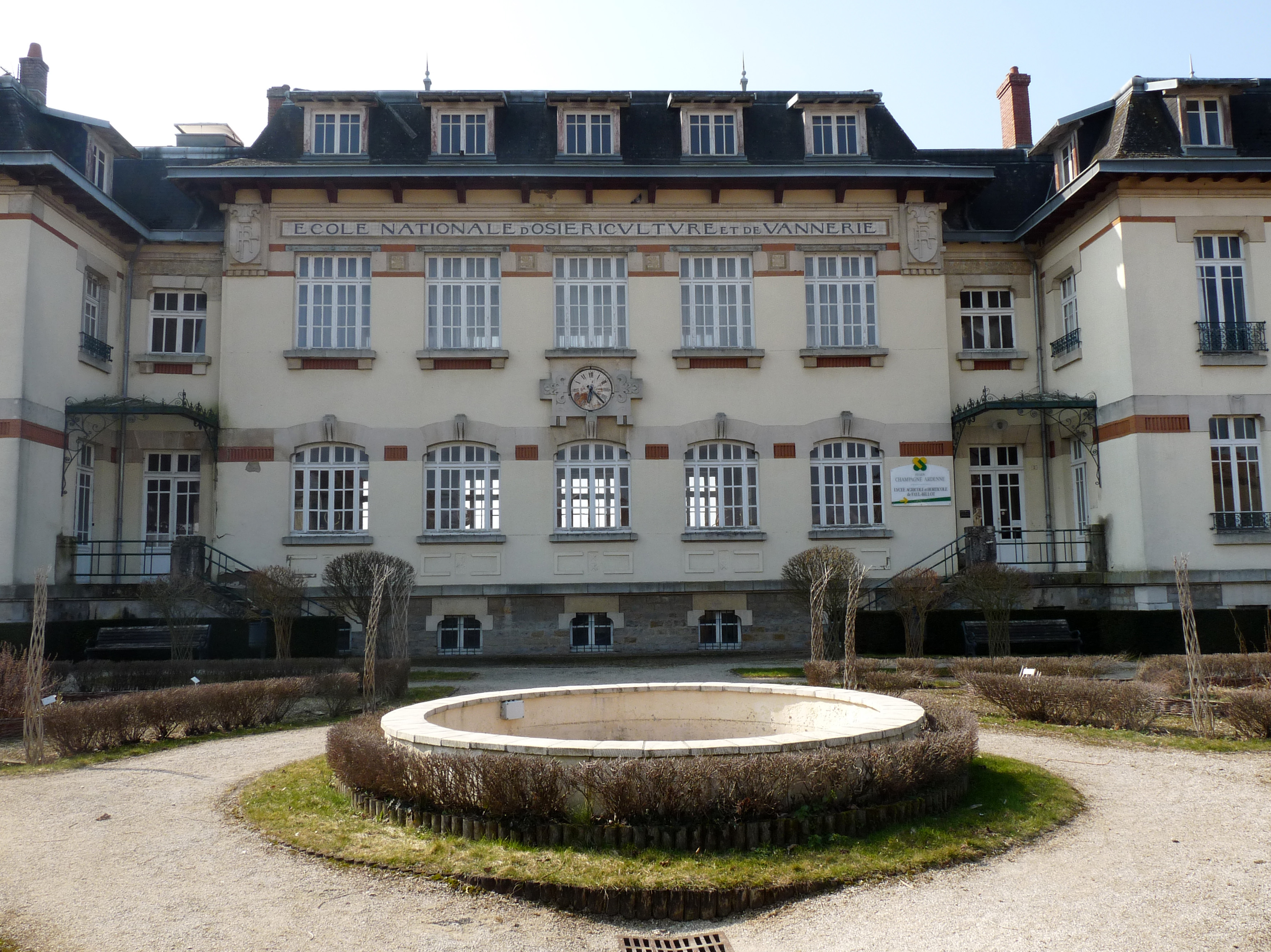
国立编织学校

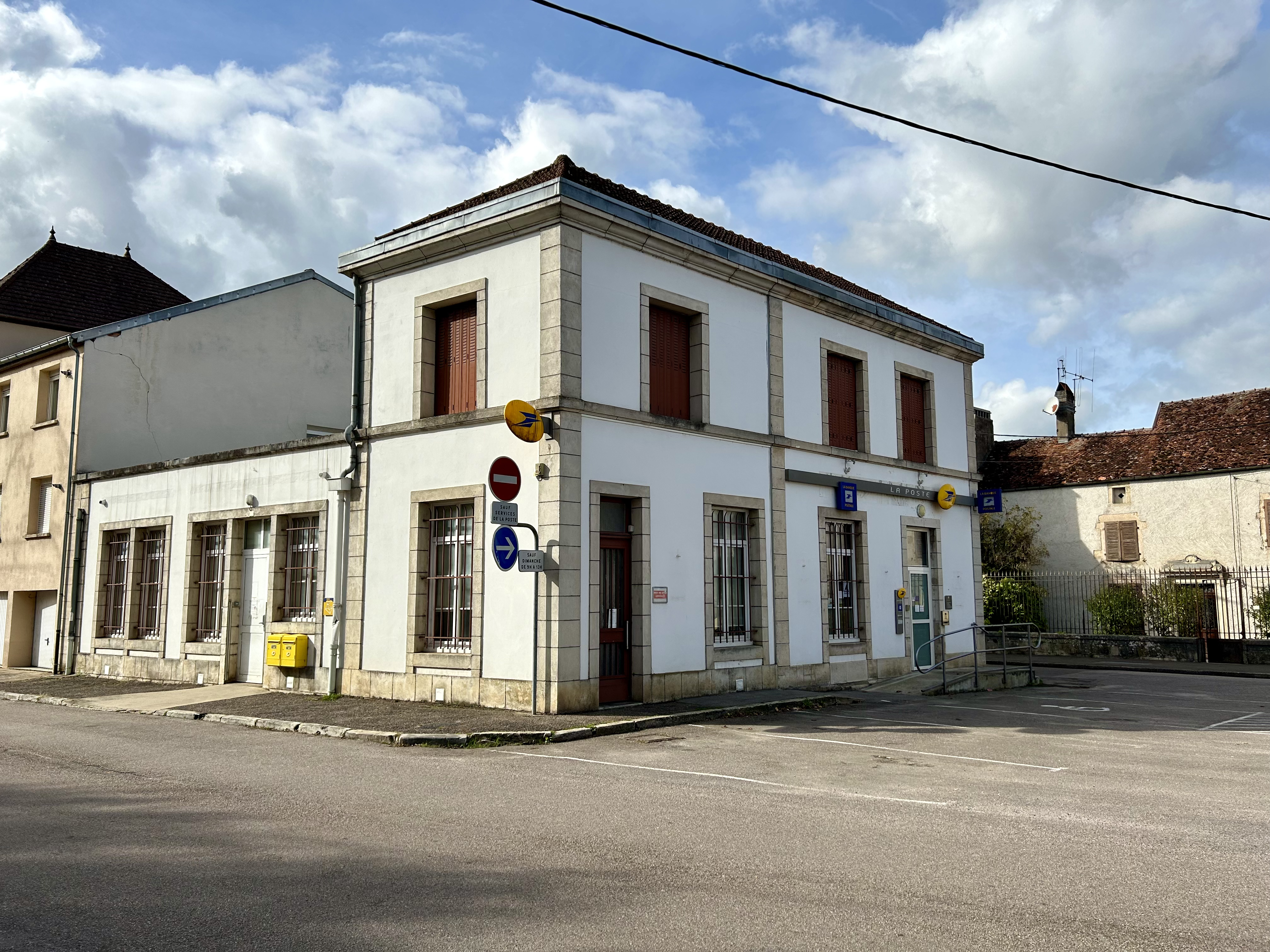
邮局大楼

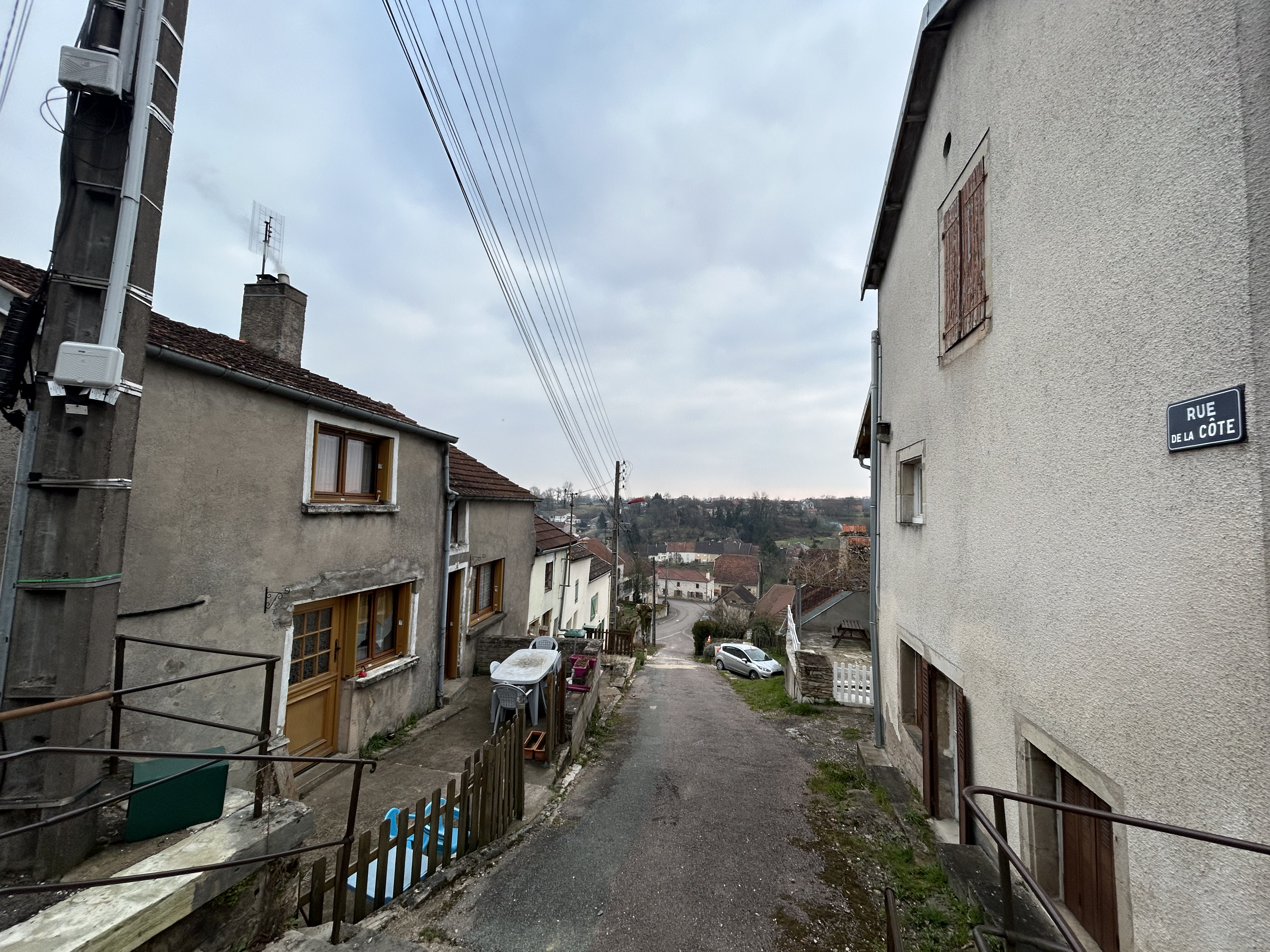
山岭街及附近的居民建筑

### 教育
法伊比约属于兰斯学区。截至2023年1月1日，法伊比约境内共有1所幼儿园、1所小学、1所初级中学和1所农业高中。2022至2023学年度，法伊比约境内共有在校中等教育阶段学生163名。此外法伊比约境内还有一所非学历制的国立编织学校。

### 医疗
截至2023年1月1日，法伊比约境内共有全科医生2名、保健师6名、牙医3名和护士7名。境内共有药房2家、养老院1家。
距离法伊比约最近的区域性医疗机构为朗格勒中心医院（Centre Hospitalier de Langres），其主病区医院位于朗格勒市区北部，距离法伊比约市区的正常车程大约25分钟，该院设有床位147个。

### 住房
2021年，法伊比约境内共有各类住房763套，其中86.8%为独立式住宅，13.1%为集中式住宅。常住房屋占法伊比约市镇范围内居民建筑总量的75.4%。
在住房保障政策方面，2023年，法伊比约境内共有195户家庭获得了家庭津贴补助，受益人数占总人口数量的15.2%，其中80份为房租补助。

### 商业
2021年，法伊比约境内共有各类实体商铺37家，其中餐厅5家、大型超市1家、面包房2家、装饰品店1家、银行门店2家、美容美发店3家、汽车维修店5家。法伊比约镇中心东侧建有一家Colruyt超市。

### 体育
2023年，法伊比约境内共有2间体育馆、1处网球场、1处足球或橄榄球场以及2处篮球或排球场。
截至2024年10月，法伊比约境内唯一的一家注册足球俱乐部。法伊比约-奥尔特体育会（Union Sportive Fayl-Billot Hortes，编号552051）是当地的代表性足球队，成立于2005年，其主队2024至2025赛季参加上马恩省足球联赛丙组（法国第十一级别），其主场为市政球场（Stade Municipal）。

### 环境
法伊比约的环境事务由其所属的萨瓦尔费尔市镇公共社区联合各级政府协调负责。2021年，法伊比约境内暂无污染企业。

### 治安
2021年，法伊比约市镇范围内有1处宪兵队。
法伊比约及其附近的共157个市镇是朗格勒国家宪兵队（zone gendarmerie de Langres）的管辖范围。2020年，该宪兵队累计记录各类案件1,269起，其中盗窃类案件627起，经济类案件202起，毒品交易类案件51起。

## 文化

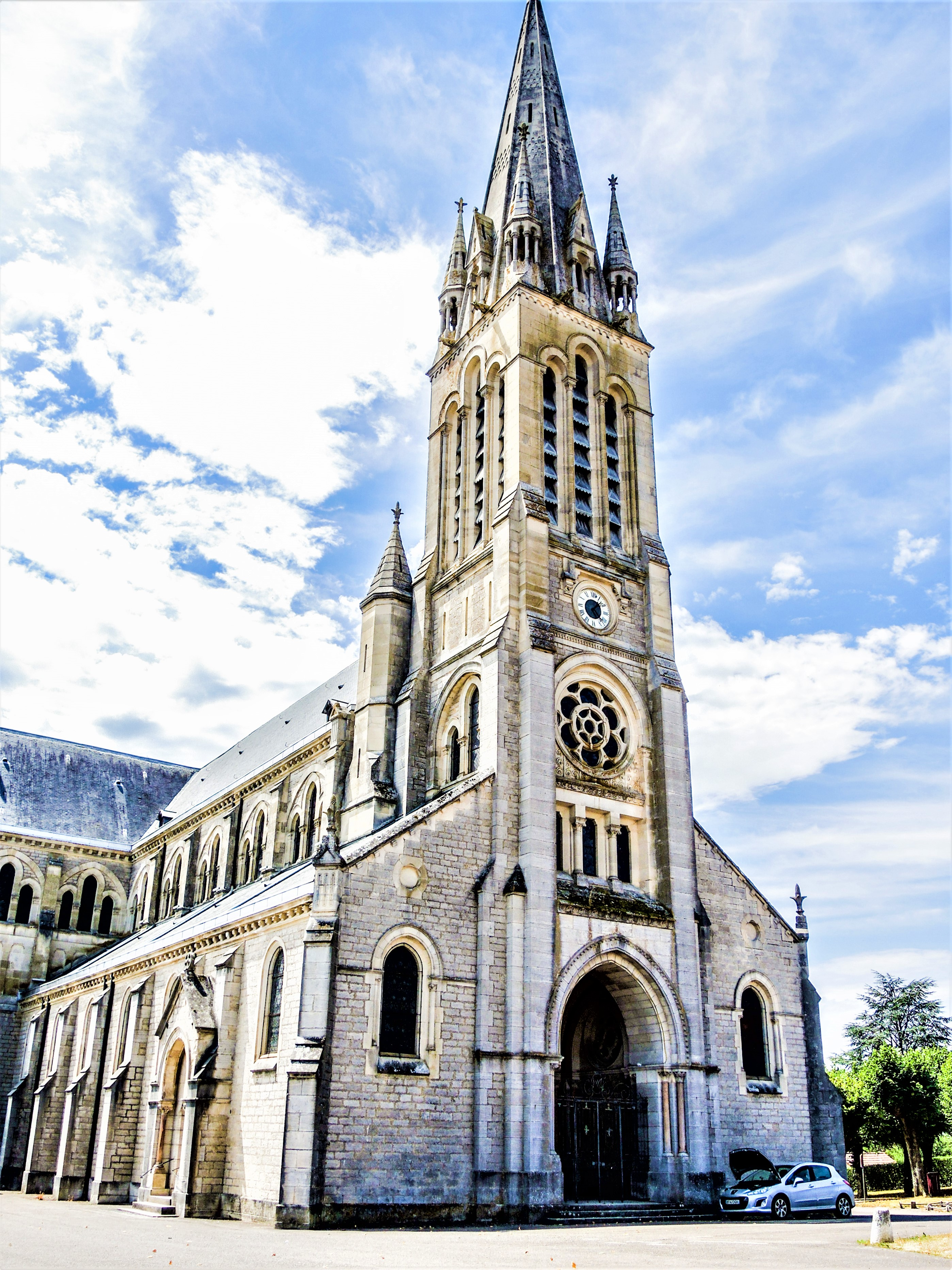
诞辰圣母教堂

2021年，法伊比约境内暂无任何文化设施。法伊比约境内建有多媒体中心（Médiathèque），每周三至六向公众开放。

### 建筑
法伊比约境内有多处历史建筑，其中旧诞辰圣母教堂为法国国家文物保护单位；新建的诞辰圣母教堂（Église Notre-Dame-de-la-Nativité de Fayl-Billot）则位于镇中心，是当地的一处地标性建筑物。

### 旅游
法伊比约的旅游事务由其所属的萨瓦尔费尔市镇公共社区联合各级政府协调负责。2024年，法伊比约境内暂无任何游客接待设施。

### 媒体
法国主要的媒体均可在法伊比约接收，法国电视三台下属的大东部大区频道在部分时段播出法伊比约所在上马恩省的地方新闻。《上马恩省日报》、《上马恩之声》、蓝色法兰西香槟-阿登广播、香槟广播等是当地主要的地方性媒体。

## 相关人物
法国主教乔治·达尔布瓦出生于法伊比约。

## 友好城市
截至2024年10月，法伊比约暂未建立任何友好城市关系。